# Вольф, Рафаэль
Рафаэль Вольф (нем. Raphael Wolf; родился 6 июня 1988 года в Мюнхене, ФРГ) — немецкий футболист, вратарь клуба «Фортуна».

## Клубная карьера
Рафаэль начинал заниматься футболом в клубе «Плафенхофен», затем выступал за «Тегернбах», «Унтерхахинг».
В 2004 году присоединился к молодёжной команде «Гамбурга». 4 мая 2008 года дебютировал за вторую команду в матче Региональной лиги «Север» против берлинского «Униона». В сезоне 2008/09 Вольф регулярно выходил в стартовом составе «Гамбурга» II, проведя 23 игры, в которых пропустил 29 мячей.
В начале июня 2009 года было объявлено о переходе Рафаэля в клуб Австрийской Бундеслиги — «Капфенберг». Трансферу способствовали давние партнёрские отношения между «Гамбургом» и австрийским клубом. 18 июля 2009 года Вольф дебютировал за свой новый клуб в матче против «Рида». Рафаэль с первого же матча прочно занял место основного вратаря «Капфенберга». За три сезона в Австрии голкипер сыграл 104 матча, из них 23 на ноль.
По итогам сезона 2011/12 «Капфенберг» покинул Бундеслигу, а Рафаэль перешёл в бременский «Вердер» за 200 тыс. евро, подписав трёхлетний контракт. В сезоне 2012/13 Вольфу не удалось дебютировать за «Вердер» из-за разрыва крестообразных связок. 30 ноября 2013 года Рафаэль провёл первый матч в Бундеслиге против «Хоффенхайма», завершившийся результативной ничьей 4:4. Уже в следующем матче против мюнхенской «Баварии» Вольф пропустил семь мячей, но в игре против «Герты» снова вышел в основе.
12 июня 2017 года Рафаэль Вольф на один год подписал контракт с «Фортуной» Дюссельдорф. В апреле 2018 года Вольф продлил контракт с клубом до 2021 года.

## Личная жизнь
У Рафаэля есть сын, Колин Ноа. Хобби Вольфа — катание на лыжах.